# Musa Evloev
Musa Gilaniyevich Evloev (russo:  Муса Гиланиевич Евлоев; IPA: [mʊˈsa ɪ̯ɪˈvɫo(ɪ̯)ɪf]; Ingushetia, 31 de março de 1993) é um lutador de estilo greco-romana russo, campeão olímpico.

## Carreira
Evloev esteve nos Jogos Olímpicos de Verão de 2020 em Tóquio, onde participou do confronto de peso pesado, conquistando a medalha de ouro como representante do Comitê Olímpico Russo após derrotar na final o armênio Artur Aleksanyan.